# Katarzyna Klata
Katarzyna Klata (Kowalska), née le 18 octobre 1972 à Sochaczew, est une archère polonaise.

## Biographie
Katarzyna Klata participe aux Jeux olympiques d'été de 1996 qui se tiennent à Atlanta. Vingt-cinquième de l'épreuve individuelle de tir à l'arc, elle remporte avec Iwona Dzięcioł-Marcinkiewicz et Joanna Nowicka la médaille de bronze olympique par équipe.